# Snögalleri

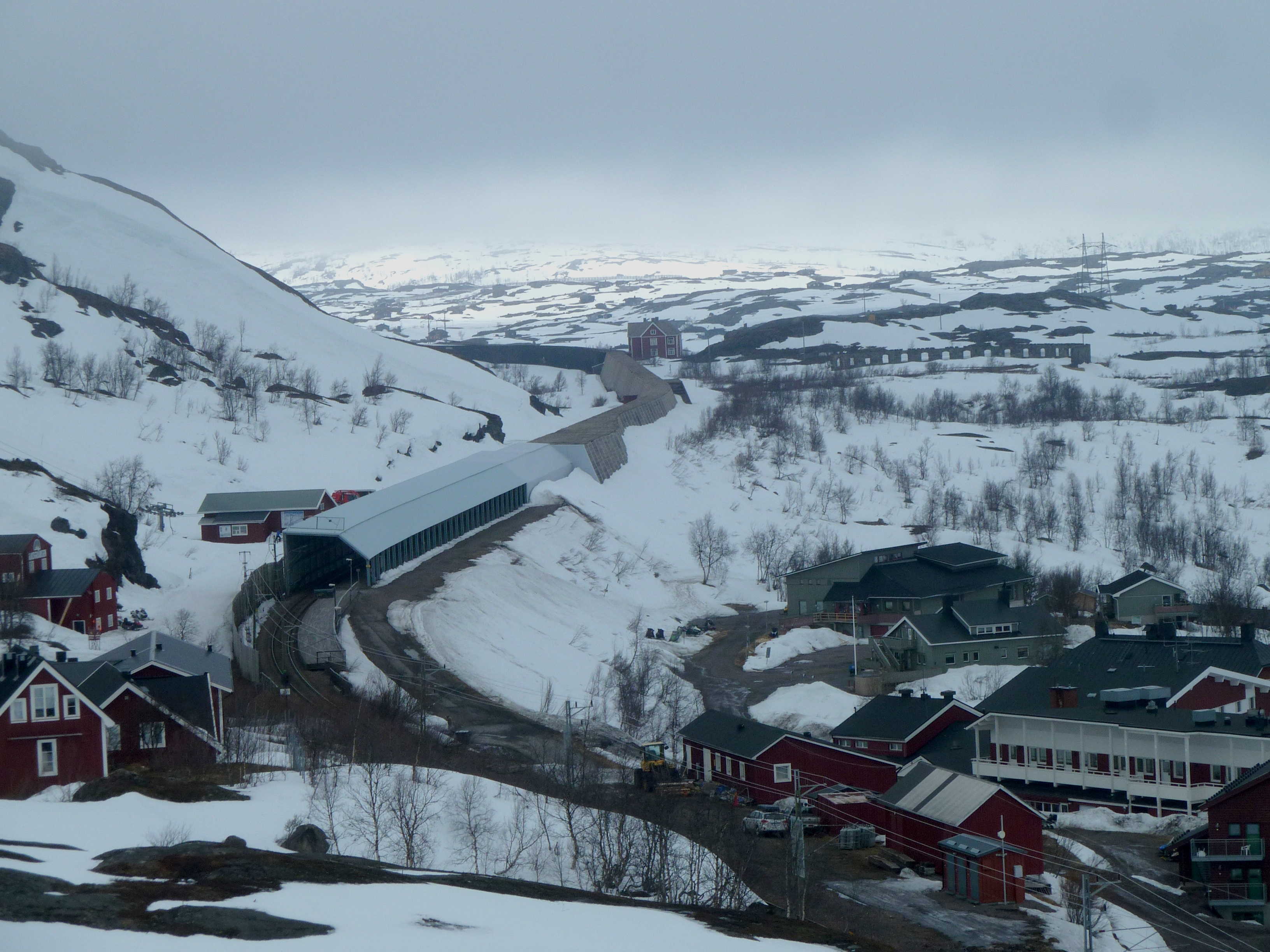
Snögalleri vid Riksgränsen. Tågen går inne i byggnaden och skyddas därför mot snöras.

Snögalleri är en sorts byggnad som byggs över järnvägar där det finns risk för snöras. Dessa ska skydda tågen mot laviner och liknande. Byggnaden byggs över spåret och tågen kör genom snögallerierna. För de som åker med tågen upplevs ett snögalleri ofta som en tunnel. Vissa snögallerier kan dock ha vägg bara på den ena sidan och vara öppna på den andra. Detta eftersom risken för snöras bara är på den ena sidan. Dessa får då inte samma karaktär av en tunnel för de som åker i tågen som passerar genom dessa. Det förekommer också att riktiga tunnlar "förlängs" med ett snögalleri. Detta för att undvika snöras från berget. Ett tåg som befinner sig inne i ett snögalleri ska då vara skyddat från all form av snö som faller ner mot spåret, även då kraftiga snöras och laviner. Snögallerier förekommer ibland på vägar, bland annat i Schweiz, Norge och Österrike för att skydda mot laviner.
Snögallerier finns i Sverige på Malmbanan mellan Björkliden och Riksgränsen. De förekommer också på järnvägslinjer i bland annat Schweiz, Norge (Bergensbanan och Ofotbanan) och Österrike.